# Francis Carco
Pour les articles homonymes, voir Carcopino.
« Carco » redirige ici. Pour l’article homophone, voir Carcaud.
Francis Carco, nom de plume de François Marie Alexandre Carcopino-Tusoli, né le 3 juillet 1886 à Nouméa (Nouvelle-Calédonie) et mort le 26 mai 1958 dans le 4e arrondissement de Paris (Seine), est un écrivain, poète, journaliste et parolier français.
Connu également sous le pseudonyme de Jean d'Aiguières, il est le cousin de l'historien et homme politique Jérôme Carcopino.

## Biographie

### Jeunesse
Carco passe ses cinq premières années en Nouvelle-Calédonie, où son père travaille comme Inspecteur des domaines de l'État. Chaque jour, il voit passer, sous les fenêtres de la maison familiale de la rue de la République, les bagnards enchaînés en partance pour l'île de Nou. Il restera marqué toute sa vie par ces images qui lui donneront le Goût du Malheur. Son père est nommé en Métropole.
Il réside alors avec sa famille à Châtillon-sur-Seine. Confronté à l'autoritarisme et à la violence paternelle, il se réfugie dans la poésie, où s'exprime sa révolte intérieure.
En 1901, la famille s’installe au no 31 de l'avenue de la République, à Villefranche-de-Rouergue, puis, au gré des mutations du père, à Rodez de 1905 à 1907. Il fait de fréquents séjours chez sa grand-mère au no 4 de la rue du Lycée, à Nice.
Il fait quelques séjours à Agen, où il est surveillant durant quatre mois avant de se faire renvoyer par le proviseur, ayant été surpris laissant sans surveillance les élèves dont il avait la charge, puis à Lyon et Grenoble, des villes dont il parcourt et observe les bas-fonds. Au cours de ces séjours, il rencontre les jeunes poètes qui fonderont avec lui, dès 1911, l'École fantaisiste : Robert de la Vaissière, qui est son collègue au lycée d'Agen, Jean Pellerin, Léon Vérane, Tristan Derème, entre autres.

### Paris: le peintre des rues obscures
Carco s'installe à Paris en janvier 1910. Il commence à fréquenter Montmartre. Un bon de consommation en poche, qu'il a découpé dans une revue, il se rend au cabaret Au Lapin Agile, où il croise notamment Pierre Mac Orlan, Maurice Garçon et Roland Dorgelès. Après avoir poussé avec succès la « goualante » (chantant des chansons des « bat d'Af ») à l'invitation du père Frédé, maître des lieux, il est immédiatement accueilli à la grande table où se réunissent les bohèmes de ce temps. Il est aussi l'ami de Guillaume Apollinaire, Max Jacob, Maurice Utrillo, Gen Paul, Amedeo Modigliani, Jules Pascin, Paul Gordeaux et Marcel Leprin. Il assure également la critique artistique dans les revues L'Homme libre et Gil Blas. Sentant qu'il risque sa perte dans ce « Montmartre des plaisirs et du crime », il rejoint Nice où sa grand-mère lui « donne la croûte et fournit un ameublement soigné. »
Il publie son premier recueil, La Bohême et mon cœur, en 1912. Début 1913, Carco retourne à Paris. Il s'installe au no 13 du quai aux Fleurs. Il rencontre Katherine Mansfield, compagne de John Middleton Murry, journaliste londonien. « Rebelle et pure jeune fille » originaire de Nouvelle-Zélande, elle quitte quelques mois le domicile conjugal et il entame avec elle une relation troublante, inaboutie, un « amour voué au désastre », comme il le disait lui-même, qui le marquera jusqu’à la fin de ses jours. Il lui prête son appartement pendant qu'il effectue son service militaire à Gray, près de Besançon. Il dira que Mansfield, dans les lettres qu'elle lui adressera alors de Paris, lui a donné toute l'inspiration et les descriptions de Paris qu'il utilisera lorsqu'il publiera Les Innocents en 1916. L'année suivante, elle fait de lui un portrait sinistre à travers le narrateur cynique et désabusé Raoul Duquette dans sa nouvelle Je ne parle pas français.
En 1914, il publie au Mercure de France, grâce à l'appui de Rachilde, épouse d'Alfred Valette le directeur de la revue, Jésus-la-Caille, histoire d’un proxénète homosexuel, dont il a écrit la plus grande partie lors de son exil-refuge chez sa grand-mère à Nice. Ce premier roman est applaudi par Paul Bourget. Mobilisé en novembre 1914 à Gray[Où ?] en tant qu'intendant des postes (il a pour habitude d'écrire des poèmes sur les enveloppes des courriers qu'il distribue aux soldats), il rejoint, grâce à l'aide de Jean Paulhan, un corps d’aviation à Avord, près de Bourges, puis à Étampes et enfin à Longvic près de Dijon. Il aura très peu l'occasion de voler et de mettre en valeur son brevet d'aviateur obtenu le 10 décembre 1916, se blessant au genou gauche et étant assez vite démobilisé.
Il rencontre l'écrivaine Colette dans les couloirs du journal L'Éclair en 1917 : « J'ai rencontré une grrrande dame » écrira-t-il à son ami Léopold Marchand. Leur amitié durera jusqu'à la mort de Colette. Ils passeront des vacances ensemble en Bretagne. Il la conseillera pour ses achats de tableaux.
D'autres livres suivront, notamment L'Homme traqué (1922) distingué, grâce au soutien de Paul Bourget, par le grand prix du roman de l'Académie française. Exprimant dans une langue forte et riche des sentiments très violents, L'Homme traqué est un des romans les plus émouvants de Carco. Viendront ensuite L’Ombre (1933), Brumes (1935) dont il dira à la fin de sa vie que ce fut son meilleur roman.
Il écrit des livres de souvenirs, notamment sur Toulet et Katherine Mansfield, Maman Petitdoigt, De Montmartre au Quartier latin, À voix basse, Nostalgie de Paris, des reportages sur le Milieu, et des biographies romancées de François Villon, Maurice Utrillo (1938) et Gérard de Nerval (1955). Sa biographie de Paul Verlaine (1948) est particulièrement réussie, tant dans le portrait d'un écrivain profondément lâche, le récit de sa relation avec Arthur Rimbaud, mais aussi avec Lucien Létinois, que dans la description du monde interlope et bohème dans lequel Verlaine évolue.
Son œuvre est riche d'une centaine de titres, romans, reportages, souvenirs, recueils de poésie, mais aussi pièces de théâtre comme Mon Homme qui lancera la rue de Lappe à la Bastille. Surnommé « Le romancier des Apaches », il réalisa certains des plus forts tirages d'édition de l'entre-deux-guerres.

#### Sources d'inspiration
Carco définit lui-même son œuvre comme « un romantisme plaintif où l’exotisme se mêle au merveilleux avec une nuance d’humour et désenchantement. » Dans ses livres transparaît l'aspiration à un ailleurs : 

« Des rues obscures, des bars, des ports retentissant des appels des sirènes, des navires en partance et des feux dans la nuit. »

L'enfant battu par son père corse consacra sa vie aux minorités et en fera souvent le sujet de ses romans : Canaques, témoins de ses premières années à Nouméa, prostitués, mauvais garçons.

### Vie personnelle et famille
Carco réside successivement à Cormeilles-en-Vexin où il rachète le Château Vert, domaine d'Octave Mirbeau, avec les droits d'auteurs gagnés avec Mon Homme, puis revient au pied de la Butte, au no 11 rue de Douai, puis au no 79 du quai d'Orsay.
En 1932, à l'occasion de conférences qu'il donne à Alexandrie, en Égypte, il fait la connaissance d'Éliane Négrin, épouse du prince égyptien du coton Nissim Aghion. Sur ce coup de foudre, il quitte sa première femme, Germaine Jarrel (ils divorcent le 6 novembre 1935), au grand dam de ses amis de la Butte, pour accueillir à ses côtés Éliane Négrin, qui laisse son mari, ses richesses et ses trois enfants en Égypte. Sans rancune, Aghion leur adressera un télégramme de félicitations lors de leur mariage le 11 février 1936.

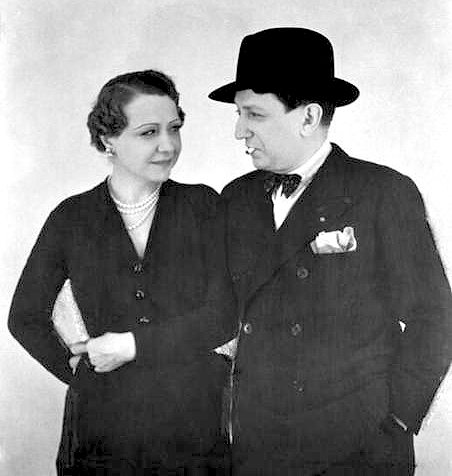
Carco et sa nouvelle épouse Éliane en 1936 (Studio Harcourt).

En septembre 1939, le couple emménage à L'Isle-Adam, avant de s'exiler (Éliane Négrin étant d'origine juive), à Nice, puis en Suisse où il retrouve son ami le peintre Maurice Barraud, qui a illustré en 1919 Au coin des Rues, et se lie d'amitié avec Jean Graven, valaisan, juriste, poète à ses heures, et éminent criminologue « dans la vie publique », qui représentera la Suisse au procès de Nuremberg, puis inventera, à la conférence de Rome qui suivra la Seconde Guerre mondiale, le terme de « crime contre l'humanité »[réf. nécessaire]. Après la guerre, il s'installe à nouveau à L'Isle-Adam.
En décembre 1942, Carco bénéficia de l'aide active de Paul Morand auprès de Jean Jardin pour obtenir les passeports nécessaires à son passage en Suisse.

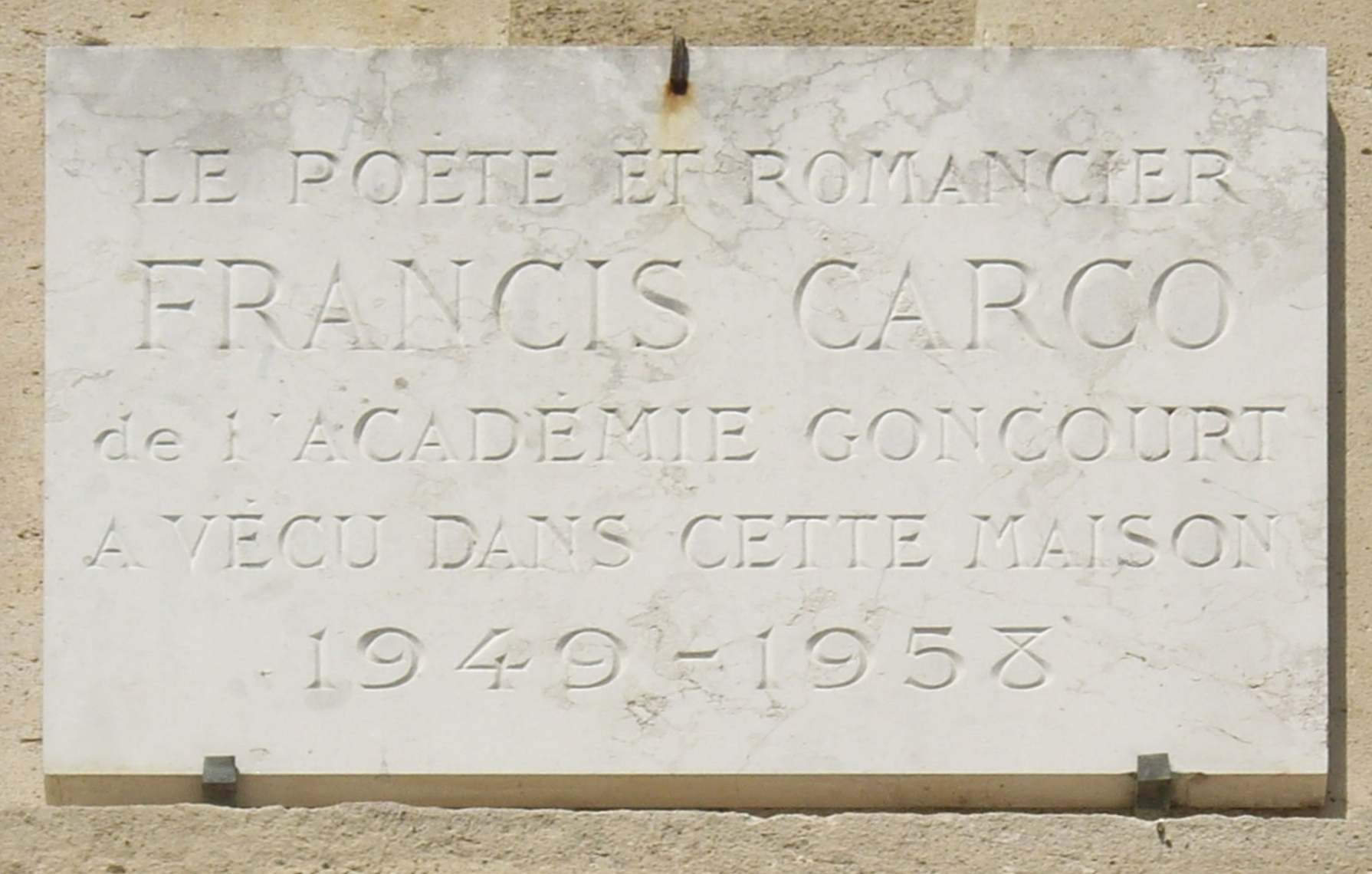
Plaque commémorative 18 quai de Béthune (Paris).

De 1948 à son décès dû à la maladie de Parkinson, Francis Carco habitera au no 18 du quai de Béthune, hôtel de Comans d'Astry, sur l'île Saint-Louis, à Paris, où une plaque commémorative lui rend hommage.
Il meurt le 26 mai 1958 à 20 h. Il est inhumé au cimetière parisien de Bagneux.
Son frère, le poète et parolier Jean Marèze, qui s’est suicidé en novembre 1942 à Paris, 11, rue du Bois-de-Boulogne[réf. nécessaire], et sa seconde femme, Éliane Négrin, morte en 1970, reposent à ses côtés.

### Distinction
- Il est élu membre de l'académie Goncourt le 13 octobre 1937 au fauteuil de Gaston Chérau.

### Décoration
- Commandeur de la Légion d'honneur[9].

## Œuvres

### Romans
- Jésus-la-Caille, 1914
- Les Innocents, 1916
- Badigeon aviateur, 1917
- Les Malheurs de Fernande[10], 1918
- Les Mystères de la morgue ou les Fiancés du IVe arrondissement, écrit en collaboration avec Pierre Mac Orlan, 1919
- Scènes de la vie de Montmartre, 1919
- Bob et Bobette s'amusent, 1919
- L’Équipe, 1919
- Boudebois ou le Roman comique d'un aviateur, 1919
- Rien qu'une femme, 1921
- L'Homme traqué, 1922, rééd. Librairie Arthème Fayard, 1927, 1941[11]
- Verotchka l'étrangère ou le Goût du malheur, 1923
- Perversité, 1925
- Le Couteau, Paris, À l'Enseigne de la Porte Étroite, 1925
- Rue Pigalle, 1927
- La Rue, 1930
- L'Ombre, 1933
- La Lumière noire, 1934
- Brumes, 1935
- Ténèbres, 1935
- Blümelein 35, 1937
- L'Homme de minuit, 1938
- Surprenant procès d'un bourreau, 1943
- Les Belles Manières, 1945
- Morsure, 1949
- Compagnons de la mauvaise chance, 1954

### Biographies romancées
- Le Roman de François Villon, Albin Michel, 1926
- La Légende et la Vie d'Utrillo, 1928[12]
- Gérard de Nerval, Albin Michel, 1953
- Utrillo, Grasset, 1956

### Chansons
- Le Doux Caboulot, musique de Jacques Larmanjat, chanté par Marie Dubas en 1931, Jean Sablon et Suzy Solidor en 1935
- Quatre mélodies avec Henri Tomasi, dont Prière et Rengaine[13]
- L'Orgue des amoureux, musique de Varel et Bailly, chanté par Édith Piaf en 1949
- Chanson tendre, musique de Jacques Larmanjat, chanté par Fréhel en 1935 Carco chanta lui-même cette dernière chanson au Lapin Agile en 1952.

### Souvenirs
- Maman Petitdoigt[14], 1920
- Francis Carco raconté par lui-même, 1921
- Promenade pittoresque à Montmartre, 1922
- De Montmartre au Quartier latin, 1926
- Complémentaires, 1929
- Mémoires d'une autre vie, 1934
- Amitié avec Toulet, 1934
- Souvenirs sur Katherine Mansfield, 1934
- À voix basse, 1938
- Montmartre à vingt ans, 1938
- Souvenirs de Montmartre et d'ailleurs, 1938
- Bohème d'artistes, 1940
- Nostalgie de Paris, 1941
- Mémoires d'une autre vie, 1943
- L'Ami des peintres, 1944
- Ombres vivantes, 1947
- Francis Carco vous parle, 1953
- Rendez-vous avec moi-même, 1957

### Reportages
- L'Amour vénal, 1927
- Panam, 1927
- Images cachées, 1929
- Printemps d'Espagne, 1929
- Prisons de femmes, 1931
- Traduit de l'argot, 1932
- Palace-Égypte, 1933
- La Dernière Chance, 1935
- Les Hommes en cage, 1935
- La Route du bagne, 1936[15]
- Heures d'Égypte, 1940

### Poésie et Varia
- Instincts, 1911
- La Bohème et mon cœur, 1912
- Chansons aigres douces, 1913
- Au vent crispé du matin, 1913
- Petits airs, 1920
- Messieurs les vrais de vrai, 1924
- Suite espagnole, 1931
- La Route du bagne, 1936
- La Rose au balcon, 1936
- Petite Suite sentimentale, 1936
- À l'amitié, 1937
- Verlaine, 1939
- Poésies[16], 1939
- Poèmes en prose, 1948
- Morte Fontaine, 1949
- La Romance de Paris, 1949
- Poésies complètes[17], 1955.
- 1952 : Au pied des tours de Notre-Dame[18], 1952

### Édition posthume
- Douze romans de Francis Carco, présentation de Jean-Jacques Bedu et Gilles Freyssinet, Robert Laffont, coll. « Bouquins », 2004  (ISBN 2-221-10192-8)

### Scénario
- 1930 : Paris la nuit (scénario)

### Adaptation
- 1929 : Dans la rue, d'après Street Scene d'Elmer Rice, adaptation Francis Carco, théâtre de l'Apollo

### Illustrateurs
De nombreux peintres et illustrateurs ont été associés à ses livres : Maurice Vlaminck, Suzanne Valadon, Gen Paul, André Derain, Pierre-Eugène Clairin, Louis Legrand, Pierre Ambrogiani, Chas Laborde, Maurice Asselin ou André Dignimont, qui a notamment illustré Perversité (1924), L'Équipe (1925), Bob et Bobette s'amusent (1930) et Nostalgie de Paris (1946).

## Postérité et hommages
- Le collège Carco, situé à Villefranche-de-Rouergue, en Aveyron.
- Une école située à Châtillon-sur-Seine, en Côte d'Or, porte le nom de Francis Carco.
- Le passage de la Goutte-d'Or dans le 18e arrondissement de Paris, a été renommé rue Francis-Carco en 1971.
- Il est cité dans la chanson Les Vieux Gamins (paroles de Jean Dréjac), interprétée par Serge Reggiani, et qui renvoie à l'époque où Carco fréquentait, comme tant d'artistes, de musiciens et d'écrivains, le quartier Saint-Germain-des-Prés, à Paris, dans les années 1950.
- Jean Ferrat a interprété une chanson en son honneur sur des paroles de Louis Aragon, sobrement intitulée Carco.
- En 2024, les éditions Plein Chant, rééditent La Danse des Morts comme l'a décrite François Villon, que Francis Carco, réfugié en Suisse durant la Seconde Guerre mondiale a fait paraître à Genève en 1944[19].

## Exposition
- Francis Carco - bohème d'artistes, du 6 janvier au 26 février 2012 au musée du Montparnasse à Paris.